# Ghe sboro
Ghe sboro è un singolo del gruppo musicale italiano Rumatera, pubblicato il 22 marzo 2017.

## Descrizione
Scritto quasi interamente in dialetto veneziano, il brano gira attorno all'espressione popolare veneziana "ghè sboro", termine molto diretto e impiegato nel linguaggio comune come esclamazione in maniera grosso modo equivalente a "gli eiaculo addosso". Si tratta inoltre del secondo singolo estratto da Ricchissimi, ancora una volta inciso con Jen Razavi.
Il singolo è stato pubblicato assieme al videoclip ufficiale, girato tra i canali di Venezia e piazza San Marco.

## Tracce
1. Ghe sboro – 3:30